# Нормалізаційна лема Нетер
Нормалізаційна лема Нетер — результат комутативної алгебри, що використовується при доведенні теореми Гільберта про нулі. Названа на честь Еммі Нетер.

## Твердження леми
Нехай K — деяке поле. Якщо B — скінченнопороджена K-алгебра, то існує підалгебра {\displaystyle \,A\subseteq B}, ізоморфна до алгебри многочленів {\displaystyle A=K[y_{1},\dots ,y_{d}]} і така, що B є цілим розширенням алгебри A.